# Pjotr Grigorjewitsch Wolkonski

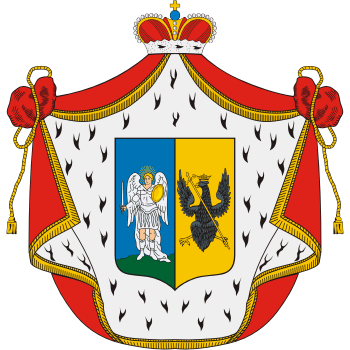
Wappen der Fürsten Wolkonski

Pjotr Grigorjewitsch Wolkonski (russisch Пётр Григорьевич Волконский; * 1803; † 14. Januar 1857) war ein russischer Fürst und Generalmajor in der Kaiserlich-Russischen Armee.

## Leben
Seine militärische Laufbahn begann Wolkonski als Kursant bei der Kaiserlich-Russischen Marine und versah seinen Dienst auf Schiffen in der Ostsee. 1816 wurde er zum Leutnant befördert. 1823 wechselte er von der Marine in die Kaiserlich-Russische Arme und diente im Preobraschensker Leibgarderegiment. Im Russisch-Türkischen Krieg nahm er von 1828 bis 1829 an der Belagerung von Warna teil und wurde 1828 mit dem Dienstgrad Oberst in das Semjonowski-Leibgarderegiment versetzt. Von 1836 bis 1846 kommandierte er das Garde-Grenadier-Regiment  seiner Majestät des Zaren und wurde zum Generalmajor befördert. In gleicher Dienststellung übernahm er auch die Leitung der 3. Garde-Infanterie-Brigade.

## Auszeichnungen
- Russischer Orden der Heiligen Anna, 3. Klasse
- 1831: Russischer Orden des Heiligen Wladimir, 4. Klasse
- 1834: Russischer Orden der Heiligen Anna, 2. Klasse
- 1839: Russischer Sankt-Stanislaus-Orden, 1. Klasse
- 1843: Russischer Orden des Heiligen Georg, 4. Klasse
- Preußischer Roter Adlerorden, 2. Klasse

## Herkunft und Familie
Wolkonski stammte aus der altehrwürdigen Fürstenfamilie Wolkonski, seine Ahnen und Nachkommen lebten überwiegend in und um Belgorod. Sein Vater war der einflussreiche Grigori Iwanowitsch Wolkonski (* 1759). Pjotr Grigorjewitsch heiratete 1840 Katharina Michailnowna Schischmarewa. Ihre Kinder waren: Nikolai (* 1842), Michail (* 1846) und Natalja (* 9. September 1854 in Paris).